# Estonia na Halowych Mistrzostwach Świata w Lekkoatletyce 2010
Reprezentacja Estonii podczas halowych mistrzostw świata 2010 liczyła 3 zawodników, którzy nie zdobyli żadnego medalu.

## Kobiety
- Bieg na 400 metrów
  - Maris Mägi – odpadła w półfinale, sklasyfikowana na 12. miejscu

- Skok wzwyż
  - Anna Iljuštšenko – z wynikiem 1,89 zajęła 10. miejsce w eliminacjach i nie awansowała do finału

- Skok w dal
  - Ksenija Balta – z wynikiem 6,63 zajęła 4. miejsce